# Bosschap
Het Bosschap was het bedrijfschap van bos- en natuureigenaren in Nederland.

## Organisatie
De organisatie was gevestigd in Driebergen. In het Bosschap werkten de eigenaren, de aannemers en de werknemers in bos en natuur samen. Het Bosschap is op 17 februari 1954 gestart als bedrijfschap voor de bosbouw en de houtteelt en is later overgegaan in het bedrijfschap voor bos en natuur. Het Bosschap werd in 2015 opgeheven. In verband met het wegvallen van het Bosschap zijn de Vereniging van Bos- en Natuurterreineigenaren (VBNE) en de Stichting Kwaliteit Bos-, Natuur- en Landschapswerk (SBKNL) opgericht die als particuliere organisaties taken van het schap hebben overgenomen.

## Aangeslotenen
Dat het Bosschap een functionele overheid was, hield in dat er een verplichte registratie gold voor bos- en natuureigenaren met minstens vijf hectare bos en/of natuur in eigendom en die onder de werkingssfeer van het Bosschap vielen. Ook bosaannemers met een jaaromzet van minimaal € 11.345 aan boswerk hadden een wettelijke verplichting zich bij het Bosschap aansluiten.
Dit betekende dat zowel grote eigenaren zoals Natuurmonumenten, Staatsbosbeheer, provinciale landschappen, gemeenten als Ede en Someren en het Nationaal Park de Hoge Veluwe  alsook kleine particuliere eigenaren met zes hectare natuur  aangesloten waren. Bosaannemers varieerden van grote bedrijven met eigen werknemers tot zelfstandigen zonder personeel. In totaal ging het qua oppervlakte om de provincies Gelderland en Drenthe. De totale omzet boswerk van de bosaannemers was meer dan 50 miljoen per jaar. Op basis van de registratie werden jaarlijks heffingen vastgesteld. De inkomsten daaruit werden voor de financiering van producten en diensten van het Bosschap gebruikt.

## Bestuur en commissies
Het Bosschap had een bestuur waarin de vertegenwoordigers van alle aangeslotenen zaten. Zo werden bijvoorbeeld de particuliere eigenaren vertegenwoordigd door de Federatie Particulier Grondbezit (FPG) en de bosaannemers door de Algemene Vereniging Inlands Hout (AVIH). Het bestuur van het Bosschap bepaalde de onderwerpen waar het Bosschap zich mee bezighield en was verantwoordelijk voor het Bosschap als organisatie. Daarnaast droeg het bestuur zorg voor het functioneren van het secretariaat als uitvoeringsorgaan. Van 1 juli 2008 tot 1 juli 2014 was Ed Nijpels voorzitter van het bestuur. Zijn opvolger tot de opheffing van het Bosschap in januari 2015 was Alfred Veltman.
Verder werkte het Bosschap met commissies en werkgroepen die besluiten en adviezen voor het bestuur voorbereidden. Ook deze commissies en werkgroepen bestonden uit een brede vertegenwoordiging van verschillende beheerders en bosaannemers en hun werknemers.
Taken van het Bosschap waren onder meer het ontwikkelen en uitwisselen van kennis over bos- en natuurbeheer, het praktisch vertalen en beïnvloeden van wet- en regelgeving voor de beheerpraktijk, professionalisering van de bedrijfsvoering en het behartigen van gemeenschappelijke belangen.